# Оксид кадмия(I)
Оксид кадмия(I) — бинарное неорганическое соединение
кадмия и кислорода с формулой Cd2O,
желтое или зеленое аморфное вещество.

## Получение
- Восстановление хлорида кадмия металлическим кадмием с последующим гидролизом продуктов:

{\displaystyle {\mathsf {CdCl_{2}+Cd\ {\xrightarrow {T}}\ 2CdCl{\xrightarrow[{-HCl}]{H_{2}O}}\ 2CdOH{\xrightarrow[{-H_{2}O}]{T}}\ Cd_{2}O}}}

## Физические свойства
Оксид кадмия(I) образует желтое или зеленое аморфное вещество.